# Giovanni Antonio Guadagni
Giovanni Antonio Guadagni, O.C.D. (řeholním jménem: Giovanni Antonio od svatého Bernarda; 14. září 1674 Florencie – 15. ledna 1759 Řím) byl italský římskokatolický duchovní, bosý karmelitán, biskup a kardinál.

## Život
Narodil se 14. září ve Florencii do šlechtické rodiny Donata Maria Guadagniho a Maddaleny Corsini. Byl synovcem papeže Klementa XII. a přes svou matku příbuzným svatého Andrea Corsiniho. Pět let po narození přišel o matku.
Studoval obojí právo na Univerzitě v Pise, kde 3. května 1696 obdržel doktorát. Následně odešel do Říma vykonávat právnickou praxi, ale roku 1697 se vrátil kvůli touze stát se knězem. Navzdory přání rodičů vstoupil do noviciátu bosých karmelitánů v Arezzu s přijetím řeholního jména Giovanni Antonio od svatého Bernarda. Dne 1. listopadu 1700 složil své řeholní sliby. Teologická a filozofická studia získal v rodném městě, po kterých byl 11. března 1702 vysvěcen na kněze. V rámci řádu zastával funkci novicmistra a provinciála.
Na žádost toskánského vévody jej papež Benedikt XIII. 20. prosince 1724 jmenoval biskupem Arezza. Biskupské svěcení přijal 31. prosince v kostele Santa Maria della Scala z rukou svého strýce kardinála Lorenza Corsiniho a spolusvětiteli byli arcibiskup Pier Luigi Carafa a biskup Filippo Carlo Spada. Do úřadu byl slavnostně uveden 9. března následujícího roku. Roku 1730 zaujal ve své diecézi ostrý postoj proti jansenismu.
Dne 22. listopadu 1730 mu jeho strýc, papež Klement XII., udělil právo nosit pallium.
Dne 24. září 1731 jej papež jmenoval kardinálem-knězem ze San Martino ai Monti. Kardinálský biret převzal 22. listopadu a 17. prosince titulární kostel. Vykonával důležité pozice v Kongregaci pro biskupy a řeholníky a Kongregaci pro ritus.
Dne 1. března 1732 byl jmenován generálním vikářem diecéze Řím a 28. ledna 1743 také Camerlengem Svaté římské církve. Dne 23. února 1750 mu byl změněn titul na kardinál-biskup z Frascati. Zastával funkci vice-děkana Posvátného kolegia kardinálů. Dne 12. ledna 1756 se stal kardinálem-biskupem z Porto-Santa Rufina.
Zemřel 15. ledna 1759 v pověsti svatosti. Pohřben je v kostele Santa Maria della Scala.

## Proces svatořečení
Proces byl zahájen krátce po jeho smrti a následně přerušen. Dne 27. listopadu 1940 byl obnoven a za nějaký čas opět přerušen.